# Alice Agogino
Alice Merner Agogino (née en 1952) est une ingénieure mécanique américaine connue pour ses recherches sur l'intelligence artificielle, la conception assistée par ordinateur, les systèmes d'apprentissage intelligents et les réseaux de capteurs sans fil.
En 1997, Agogino a été élue membre de l'Académie nationale d'ingénierie pour les applications de l'intelligence artificielle et pour les efforts de réforme du parcours universitaire en ingénierie.

## Vie et éducation
Agogino a fréquenté l'Université du Nouveau-Mexique pour ses études de premier cycle et a obtenu sa licence en génie mécanique en 1975. Elle a obtenu son master trois ans plus tard à l'Université de la Californie à Berkeley. Ses travaux de doctorat concernaient l'ingénierie et les systèmes économiques et ont été menés à l'Université de Stanford. Elle y a obtenu son doctorat en 1984, .

## Carrière et recherche
Agogino a commencé sa carrière en tant qu'ingénieur de projet pour Dow Chemical de 1972 à 1973 alors qu'elle était encore étudiante de premier cycle. Pendant le master et la première année de ses études doctorales, elle a été ingénieur en mécanique et spécialiste des systèmes chez General Electric. Elle a fondé sa propre entreprise en 1979, Agogino Engineering, qui existe toujours. En 1980, Agogino a travaillé un an en tant qu'analyste de systèmes pour le SRI. De 1980 à 1981, elle a dirigé le programme Women in Engineering de l'Université de Santa Clara. Agogino a été nommé professeur adjoint en génie mécanique à l'Université de Californie à Berkeley en 1984; elle est maintenant professeure de génie mécanique à l'université Roscoe et Elizabeth Hughes,,
De 1995 à 1999, elle a été doyenne associée du Berkeley's College of Engineering, et de 1999 à 2001, elle a été directrice du programme de technologie pédagogique. Elle a été financée par la National Science Foundation pour travailler avec Synthesis, un programme qui encourage la formation en ingénierie au niveau du premier cycle. Elle a pris part à des comités professionnels pour la National Science Foundation, le National Research Council et la National Academy of Engineering. Ses recherches actuelles portent sur les technologies durables.

## Prix
Agogino est membre de plusieurs sociétés scientifiques, dont la National Academy of Engineering (1997), l'American Association for the Advancement of Science, l'European Academy of Science, l'Association of Women in Science et l'American Society of Mechanical Engineers. Elle est membre de la Society of Women Engineers et de l'Institute of Electrical and Electronics Engineers,.
Elle a également reçu un certain nombre de prix,,:
- Presidential Young Investigator Award, NSF (1985)[6]
- Young Manufacturing Engineer of the Year, Society of Manufacturing Engineers (1987)
- Director's Award for Distinguished Teaching Scholars, NSF (2004)
- Chancellor's Award for Advancing Institutional Excellence, Berkeley (2006)
- Professor of the Year, Pi Tau Sigma Berkeley (2011)
- Lifetime Mentoring Award, AAAS (2012–2013)[7]
- Presidential Award for Excellence in Science, Mathematics & Engineering Mentoring (2018)[8]